# Neonyssus
Neonyssus es un género de ácaros perteneciente a la familia Rhinonyssidae.

## Especies
Neonyssus Hirst, 1921
- Neonyssus alaudae Butenko & Stanyukovich, 2001
- Neonyssus coccothraustis (Fain & Bafort, 1963)
- Neonyssus intermedius Hirst, 1921
- Neonyssus melanocoryphae Bregetova, 1967
- Neonyssus pygmaeus Bregetova, 1967